# 6366 Rainerwieler
6366 Rainerwieler è un asteroide della fascia principale. Scoperto nel 1981, presenta un'orbita caratterizzata da un semiasse maggiore pari a 3,1687236 UA e da un'eccentricità di 0,0659887, inclinata di 3,67569° rispetto all'eclittica.
L'asteroide è dedicato al mineralogo svizzero Rainer Wieler.